# Distretto di Sibi
Il distretto di Sibi è un distretto del Belucistan, in Pakistan, che ha come capoluogo Sibi. Nel 1998 possedeva una popolazione di 180.398 abitanti.